# Římskokatolická farnost Týn nad Bečvou
Římskokatolická farnost Týn nad Bečvou je územní společenství římských katolíků s farním kostelem Jména Panny Marie v děkanátu Hranice.

## Historie farnosti
První písemná zmínka o obci pochází z roku 1447. V roce 1733 byla postavena kaple Panny Marie, v roce 1777 byla přistavěna věž kostela. Týn byl přifařen do Hlinska až do roku 1785, kdy zde byla zřízena duchovní správa.

## Duchovní správci
Farnost v současnosti nemá vlastního faráře a je spravována excurrendo některým knězem z okolí:
- R. D. Mgr. Ing. Libor Churý (2020–2025, farář v Lipníku nad Bečvou)
- R. D. ICLic. Mgr. Vít Hlavica (2025–součanost, farář v Lipníku nad Bečvou)

## Bohoslužby
Z důvodu snižujícího se počtu kněží nejsou ve farnosti od srpna 2025 pravidelné nedělní bohoslužby.
| Kostel            | Místo          | Bohoslužba (den)                         | Hodina | Poznámka     |
| ----------------- | -------------- | ---------------------------------------- | ------ | ------------ |
| Jména Panny Marie | Týn nad Bečvou | 4. sobota v měsíci (s nedělní platností) | 18:00  | farní kostel |
| Jména Panny Marie | Týn nad Bečvou | pondělí                                  | 18:00  | farní kostel |

## Aktivity ve farnosti
Pro farnosti Lipník nad Bečvou, Osek nad Bečvou a Týn nad Bečvou vycházejí sedmkrát ročně Farní listy.
Ve farnosti se pravidelně koná tříkrálová sbírka. V roce 2017 se vybralo 12 083 korun.